# Council for Assisting Refugee Academics
Das Council for Assisting Refugee Academics (CARA; deut. Rat zur Unterstützung flüchtender Akademiker) ist eine britische Wohlfahrtsorganisation mit Sitz in London. Sie unterstützt Akademiker, die aus unterschiedlichen Gründen verfolgt oder bedroht werden. Sie wurde 1933 als Reaktion auf die Diskriminierungen in Nazideutschland unter dem Namen Academic Assistance Council (AAC) gegründet.
Ihr Präsident ist zurzeit Malcolm Grant.

## Geschichte

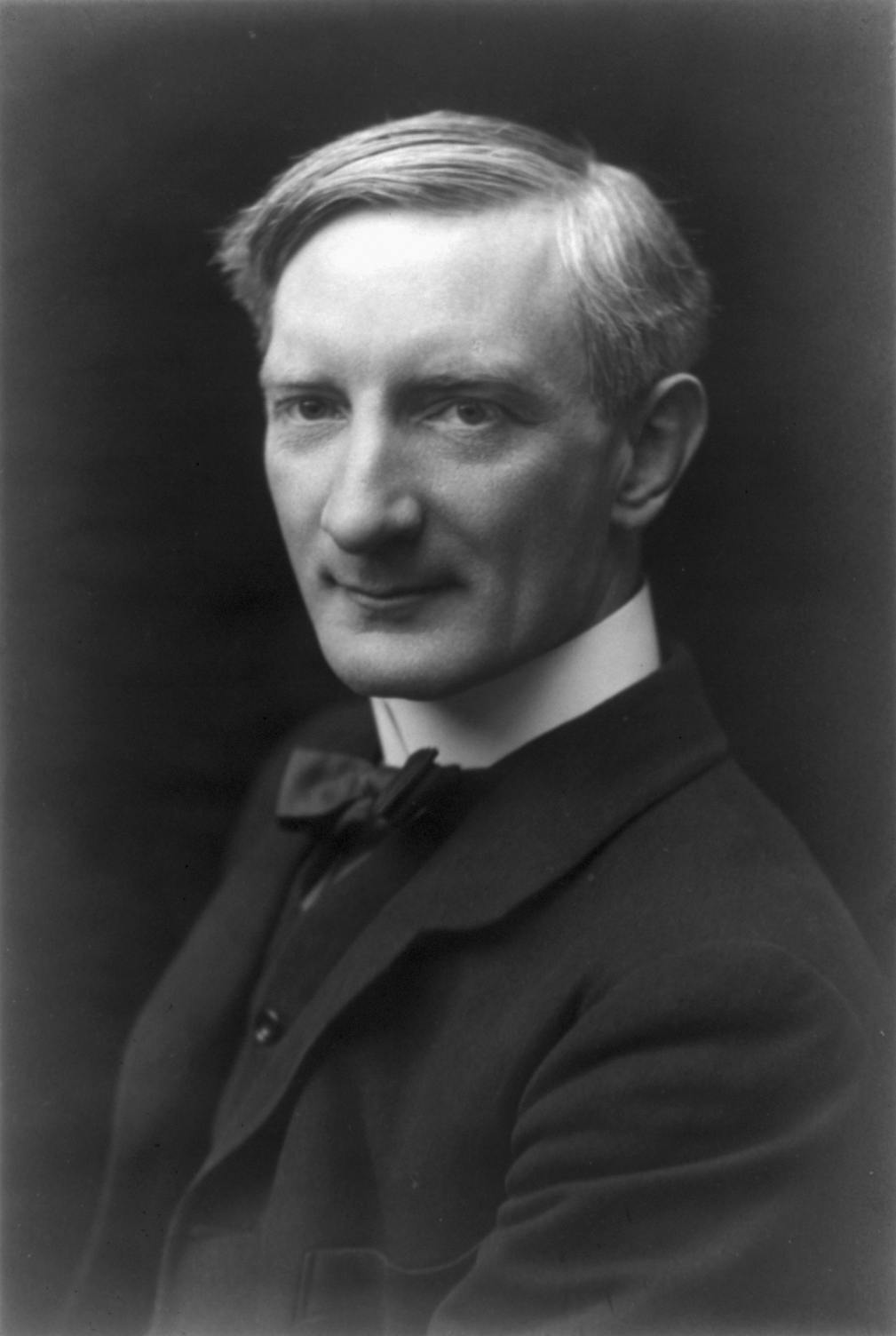
William Henry Beveridge

Der Academic Assistance Council (AAC) wurde im April 1933 von William Henry Beveridge als Reaktion auf den Umgang der NSDAP mit deutschen Wissenschaftlern gegründet. Die Idee dazu kam ihm auf dem Weg nach Wien. Er gewann Ernest Rutherford als Präsidenten und Archibald Vivian Hill als Vizepräsidenten. Im Mai 1933 verbreiteten sie ein Gründungsdokument, das von vielen prominenten britischen Akademikern unterschrieben wurde. Bei einer Veranstaltung in der Royal Albert Hall in London waren 10.000 Menschen zugegen; unter anderem sprach Albert Einstein von der Wichtigkeit akademischer Freiheit.
1936 benannte sich die Organisation in Society for Protection of Science and Learning (SPSL) um. Damit sollte zum Ausdruck gebracht werden, dass nicht nur Einzelpersonen unterstützt werden sollen, sondern akademische Freiheit insgesamt.
Nach dem Zweiten Weltkrieg half die Organisation aus den kommunistischen Staaten, vor allem der Volksrepublik China und der Sowjetunion, fliehenden Wissenschaftlern. In den 1960er Jahren wurden zahlreiche Wissenschaftler aus Südafrika und Chile unterstützt. Seit den 1990er Jahren verschiebt sich der Fokus der Organisation auf den Mittleren Osten.
Seit dem Jahr 1999 hat die Organisation den heutigen Namen.

## Organisation
Die Gesellschaft wird von einem sogenannten Council of Management geleitet, dem bis zu 25 Personen hauptsächlich aus der akademischen Welt angehören. Es trifft sich jährlich vor der Jahreshauptversammlung.
Archivalien zu verfolgten Wissenschaftlern, soweit sie mit der Institution in Berührung kamen, finden sich für europäische Forscher, bezogen auf die Jahre 1933–1987, in der Bodleian Library, das Material ist derzeit bis zum Jahr 2008 archivalisch gelistet (Findbuch), und für Amerika beim USHMM.

### Gegenwärtige Besetzung
Aktuell gehören folgende 17 Personen dem Council of Management an (Stand September 2013):
| Name              | Funktion                                      |
| ----------------- | --------------------------------------------- |
| Anne Lonsdale     | Vorsitz                                       |
| Frances Dow       | Geschäftsführer                               |
| David Ure         | Schatzmeister                                 |
| Philip Begg       | -                                             |
| Robert Boyd       | -                                             |
| Paul Broda        | -                                             |
| Ian Goldin        | -                                             |
| Mark Hammond      | -                                             |
| Deian Hopkin      | -                                             |
| Margot Light      | -                                             |
| Mary Manning      | -                                             |
| Alan McCarthy     | Vorsitz im Komitee zur Vergabe von Stipendien |
| Robert Pynsent    | -                                             |
| Stephan Roman     | -                                             |
| Nicholas Sagovsky | -                                             |
| Paul Weindling    | -                                             |
| Michael Worton    | -                                             |